# Medea (dramat Owidiusza)
Medea (łac.ː Medea) – zaginiona tragedia Owidiusza z 14/13 roku przed Chr. osnuta na epizodzie z dziejów Medei, który kilka wieków przed nim opracował literacko Eurypides.

## Data powstania tragedii i jej źródła
Datę powstania Medei można określić tylko w przybliżeniu. W Amores, młodzieńczym zbiorze elegii, poeta zdradza się z zamiarem napisania tragedii. W elegii III.1 stają przed Owidiuszem upersonifikowane Elegia i Tragedia i każda z nich próbuje go pozyskać. Utwór kończy się słowami:

Użycz jeszcze chwil kilku, Tragedio, poecie,
Elegii czas jest krótki, tyś jest wieczna przecież.
Zezwoliła, więc śpieszcie, miłosne piosenki,
Bo czeka mnie trud większy, godny wieszcza ręki

Pomimo że Tragedia zachęcała poetę, by śpiewał mężów boje, bohaterką swej tragedii uczynił ponownie kobietę, Medeę i jej miłość do Jazona. Owidiusz wybrał temat po raz pierwszy opracowany kilka wieków wcześniej przez Eurypidesa w jego Medei, i niezwykle w literaturze greckiej popularny, a przyswojony scenie rzymskiej w II wieku przed Chr. przez Enniusza. Na ogół przyjmuje się, że poeta napisał swą tragedię wkrótce po ukazaniu się pierwszego wydania Amores, mniej więcej w tym samym czasie, co Heroides. Dodatkowa trudność polega na tym, że nie wiadomo czy elegie III.1 i III.15, w których autor zapowiada pracę nad tragedią, znajdowały się już w pierwszym wydaniu Amores, czy może zostały dołączone dopiero do następnego. W pierwszym przypadku należałoby datować powstanie utworu na lata 14/13 przed Chr. lub niewiele później. W drugim na początkowe lata po Chr. Ta druga ewentualność jest o tyle wątpliwa, że poeta zajmował się wówczas pisaniem swoich największych dzieł, a na scenie rzymskiej miejsce tragedii zajął wówczas mim.

## Recepcja utworu
Medea Owidiusza cieszyła się w Rzymie znaczną popularnością. Tacyt piszeː żadne dzieło Azyniusza Polliona ani Messali nie jest tak słynne jak «Medea» Owidiusza albo Wariusza «Tiestes». Bardzo pochlebnie wypowiadał się o niej również Kwintylian, który pisałː Owidiusza zaś «Medea» moim zdaniem jest najlepszym świadectwem, co mógłby z siebie dać ten poeta, gdyby wolał swój talent okiełznać niż pozwolić mu swobodnie hasać. Z całego utworu zachowały się tylko dwa fragmenty, jeden u Senekiː feror, huc illuc, vae, plena deo, drugi u Kwintylianaː servare potuiː perdere an possim rogas. Z pierwszego fragmentu można wnosić, że poeta przedstawił Medeę, podobnie jak po nim Seneka, jako kobietę ogarniętą szałem, a więc odmiennie niż Eurypides. Sztuka była najprawdopodobniej przeznaczona do recytacji, a nie do wystawienia w teatrze, ponieważ poeta napisał po latach w Tristiach, że niczego nie stworzył dla teatru.